# روبرت إم. وارنر
روبرت إم. وارنر (بالإنجليزية: Robert M. Warner)‏ هو مؤرخ أمريكي، ولد في 28 يونيو 1927 في مونتروز في الولايات المتحدة، وتوفي في 24 أبريل 2007 في آن آربر في الولايات المتحدة بسبب نوبة قلبية.